# 桑巴吉
桑巴吉（शम्भाजी，1657年5月14日—1689年3月11日）全称查特拉帕蒂·桑巴吉·拉遮·波斯莱（छत्रपति संभाजी राजे भोसले），是马拉塔帝国创立者西瓦吉的儿子，继承了乃父的查特拉帕蒂之尊号。后于1689年为莫卧儿帝国的奥朗则布入侵中被俘，并在遭到严刑拷打后被处决，其尸身被喂了狗。
桑巴吉以象刑处决了官员阿那吉·达托（Anaji Datto）。
为了纪念他，奥郎加巴德的另一个名字被称作“桑巴津纳贾尔”（Sambhajinagar）。